# لانفاگلان
لانفاگلان (به انگلیسی: Llanfaglan) یک روستا در بریتانیا است که در گوینز واقع شده‌است.